# Schlacht von Marston Moor
Newburn – Marston Moor – Tippermuir – Aberdeen (1644) – Inverlochy (1645) – Lagganmore – Auldearn – Carlisle (1645) – Alford – Kilsyth – Philiphaugh – Aberdeen (1646) – Rhunahaorine Moss – Dunaverty – Mauchline Muir – Preston (1648) – Whiggamore Raid – Stirling (1648) – Inverness (1649) – Inverness (1650) – Carbisdale – Dunbar (1650) – Inverkeithing – Worcester – Tullich
Die Schlacht von Marston Moor (englisch Battle of Marston Moor) fand am 2. Juli 1644 unweit York statt und war eine der entscheidenden Schlachten des Englischen Bürgerkriegs. In ihr errang das Heer des Parlaments seinen ersten bedeutenden Sieg über die Royalisten, denen damit ganz Nordengland verloren ging.

## Vorgeschichte
Nach dem Ausbruch des Bürgerkrieges 1642 gelang es den Truppen König Karls I. zunächst, fast den gesamten Norden und Westen Englands einschließlich Wales unter ihre Kontrolle zu bringen. Das Eingreifen der Schotten in den Bürgerkrieg stärkte 1643 aber wieder die Position des Parlaments. In Nordengland wurde die Lage der Royalisten im Sommer 1644 prekär, als ihre letzte Hochburg in der Region, die Stadt York, von Truppen des Parlaments und der Schotten unter Alexander Leslie, 1. Earl of Leven belagert wurde.
Der Feldherr des königlichen Heeres, Prinz Ruprecht von der Pfalz, entschloss sich, York zu entsetzen und marschierte nach Norden. Die Kommandeure des Parlamentsheers wurden durch ihre Kavallerie von der nahenden Bedrohung gewarnt, hoben die Belagerung auf und zogen den Royalisten entgegen. Prinz Ruprecht wich ihnen aber zunächst aus und nahm York ein.

## Verlauf

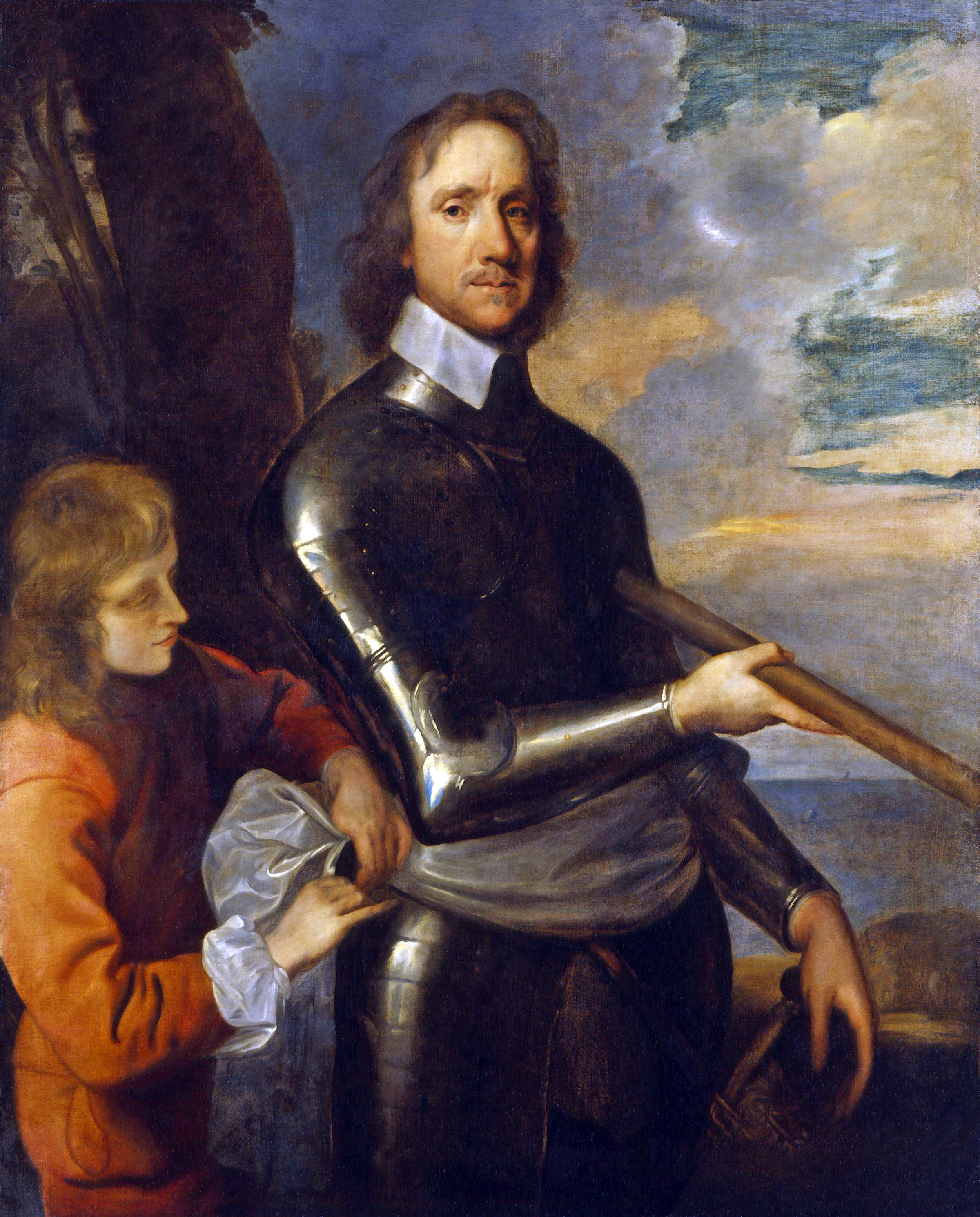
Oliver Cromwell

Am 2. Juli stieß Ruprecht 11 km westlich der Stadt, bei Long Marston, auf kleine Kavallerie-Einheiten des Parlamentsheers, darunter die gerade erst rekrutierten so genannten Ironsides von Oliver Cromwell. Beide Seiten schickten nach Unterstützung. Auf royalistischer Seite griffen die Truppen des Befehlshaber von York, des Marquess of Newcastle in die Schlacht ein, auf Seiten des Parlaments die Einheiten von Lord Thomas Fairfax, des Earl of Leven und des Earl of Manchester.
Die Streitkräfte des Parlaments – insgesamt etwa 23.000 Mann – standen im Süden, mit den Fußtruppen unter Leven, Fairfax und Manchester im Zentrum. Die Kavallerie unter Cromwell, David Leslie und Fairfax’ Sohn Thomas deckten die Flanken. Auch bei den königlichen Truppen, die rund 14.000 Soldaten ins Feld schickten, stand die Infanterie unter Newcastle in der Mitte und die Reitertruppen unter Goring und Byron an den Seiten. Prinz Ruprecht kommandierte die zurückgezogene Kavalleriereserve. Da der Tag bereits weit fortgeschritten war, rechneten die Royalisten damit, dass der Angriff erst am nächsten Tag erfolgen werde.
Gegen 6 Uhr abends befahl Leven jedoch den Angriff der Schotten und des Parlamentsheers. Dadurch wurde ein Teil der königlichen Truppen überrascht, die sich schon zum Biwakieren bereit machten. Cromwells Ironsides, unterstützt durch David Leslies Reiter, trieben Byrons Kavallerie zurück und wandten sich dann erfolgreich gegen Prinz Ruprechts Reserve.
Auf der anderen Flanke drohte Gorings Kavallerie die Oberhand über die Reiterei des Parlaments unter dem jüngeren Fairfax zu erringen. Sie gingen bereits zum Angriff auf die Schotten im Zentrum des Parlamentsheers über, so dass der Oberbefehlshaber der Parlamentstruppen, Leven, sich zur Flucht wandte und die Schlacht verloren gab. Doch dann tauchte unvermittelt Cromwells Elitetruppe auf und wendete das Blatt.
Die „gottselige Partei“, wie Cromwell seine Reiterei aus überzeugten Puritanern nannte, vertrieb zuerst Gorings Kavallerie und ging anschließend gemeinsam mit Manchesters Fußtruppen gegen das royalistische Zentrum vor. Nach kurzer Zeit waren die Truppen Newcastles und Prinz Ruprechts tot oder auf der Flucht. Cromwell schrieb nach der Schlacht in einem Bericht an das Parlament:

„Wir jagten die gesamte Reiterei des Prinzen vom Schlachtfeld. Gott machte sie unter unseren Schwertern zu Stoppeln auf dem Kornfeld. Dann nahmen wir ihre Regimenter zu Fuß mit unserer Kavallerie an und ritten alles zuschanden, was uns in den Weg kam.“

Die Verfolgung der Royalisten endete bei Einbruch der Nacht. Insgesamt fielen bei Marston Moor etwa 4.000 Mann. Damit war die Schlacht eine der blutigsten des ganzen Bürgerkriegs.

## Folgen
Nachdem die Hauptmacht der Royalisten im Norden Englands vernichtet war, gewann das Parlament die Kontrolle über die gesamte Region. York ergab sich am 16. Juli 1644. Prinz Ruprecht büßte durch die Niederlage den Nimbus der Unbesiegbarkeit ein, während Oliver Cromwell seinen Ruf als fähiger Reiterführer begründete. Da er zugleich Militär und Mitglied des Parlaments war, stieg er in der Folge der Schlacht von Marston Moor zu einer der Schlüsselgestalten des Bürgerkriegs auf.